# Ignacy Dziadek
Ignacy Dziadek (ur. 5 grudnia 1931 w Czajkowie, zm. 21 sierpnia 1982) – polski działacz społeczny i polityczny, poseł na Sejm PRL VI kadencji.

## Życiorys
Ukończył Szkołę Przysposobienia Papierniczego w Głuchołazach. Od 1949 należał do Związku Młodzieży Polskiej, z kolei od 1954 do Polskiej Zjednoczonej Partii Robotniczej. Od 1950 był pracownikiem Warszawskich Zakładów Papierniczych w Konstancinie-Jeziornie. Zasiadał w Komitecie Zakładowym PZPR, w Komitecie Powiatowym partii w Piasecznie oraz w egzekutywie Warszawskiego Komitetu Wojewódzkiego PZPR. W latach 1972–1976 sprawował mandat posła na Sejm PRL VI kadencji z okręgu Pruszków. Zasiadał w Komisjach Leśnictwa i Przemysłu Drzewnego oraz Prac Ustawodawczych.
Odznaczony m.in. Srebrnym Krzyżem Zasługi, Odznaczeniem im. Janka Krasickiego, Medalem 30-lecia Polski Ludowej oraz odznakami „Zasłużony dla Leśnictwa i Przemysłu Drzewnego” i „Zasłużony Pracownik Warszawskich Zakładów Papierniczych”.
Został pochowany na cmentarzu w Skolimowie.